# 무로존 아흐마달리예프
무로존 카하로비치 아흐마달리예프(우즈베크어: Murodjon Qahhorovich Ahmadaliyev 무로존 카흐호로비치 아흐마달리예프, 러시아어: Муроджо́н Каха́рович Ахмадали́ев, 1994년 11월 2일~)는 우즈베키스탄의 권투 선수이다. 2016년 하계 올림픽 남자 밴텀급에서 동메달을 획득했으며 세계 선수권 대회에서 은메달 1개를 획득했다.
2018년에 프로 권투 선수로 데뷔하여 2020년부터 2023년까지 세계 복싱 협회(WBA)와 국제 복싱 연맹(IBF) 슈퍼밴텀급 챔피언 타이틀을 차지했다.